# Bang Chan
Pour les articles homonymes, voir Bang.
Christopher Chahn Bahng, né le 3 octobre 1997 à Séoul et connu sous le nom de scène Bang Chan (방찬), est un chanteur, rappeur, auteur-compositeur-interprète et producteur de musique australien travaillant en Corée du Sud. Il est le leader du groupe sud-coréen Stray Kids. 
Il fait partie de l'agence sud-coréenne JYP Entertainment et a fait ses débuts comme membre de Stray Kids le 25 mars 2018. Il est également membre du trio hip-hop de pré-débuts et de composition responsable de l'écriture des chansons de Stray Kids, 3RACHA. Dans ce groupe, il travaille sous le nom de CB97, avec J.One (Han Ji-sung)  et SpearB (Seo Changbin), également membres du groupe Stray Kids.

## Biographie

### Enfance
Bang Chan nait le 3 octobre 1997 à Séoul en Corée du Sud et déménage à Sydney très jeune. Il déménage cinq fois en tout en Australie, à Strathfield, ensuite à Five Dock, à Drummoyne, puis à Enfield, à Belmore, et enfin à Greenacre où sa famille vit. En Australie, il participe à des compétitions de natation et en 2010, alors en septième année au Newtown High School of the Performing Arts, il prend chaque jour le train pour se rendre à l'école et pour en revenir. Un jour, sa mère est allée à l'école pour aller le chercher et le déposer puis lui a demandé s'il souhaitait participer aux auditions organisées par JYP Entertainment en Australie. Bang Chan a accepté de se rendre aux auditions et a reçu des éloges, mais les recruteurs de JYP ont voulu le revoir à nouveau. Ils se sont donc rendus au domicile de Bang Chan. À ce moment-là, Bang Chan a également reçu des critiques positives après avoir joué du piano et de la guitare. Des 800 candidats, il est le seul à être retenu. Il a ensuite quitté l'Australie pour se rendre en Corée du Sud et a rejoint JYP en tant que stagiaire le 11 avril 2011. Il a été stagiaire pendant presque sept ans, soit la plus longue période d’entraînement dans le groupe Stray Kids,,. Lorsqu'il a déménagé en Corée du Sud, il est allé au lycée de Chungdam et a participé à des comédies musicales. C'est comme ça qu'il a appris le ballet et la danse moderne,.

### Débuts avec 3Racha etStray Kids(2016)
Le sous-groupe 3Racha est formé fin 2016 à Séoul. Le 18 janvier, Bang Chan et ses collègues stagiaires Seo Chang-bin et Han Ji-sung publient leur première mixtape, J:/2017/mixtape, sur SoundCloud, composée de sept pistes. Ils ont très rapidement reçu des compliments des auditeurs acclamant leur capacité à écrire et à produire leur propre musique à un niveau professionnel. Avant la sortie de leur premier extended play, 3Days, ils ont été annoncés comme faisant partie d'une émission de téléréalité Stray Kids, produite par JYP Entertainment. Bang Chan a également été responsable du choix des membres qui participeraient à l'émission. Pendant la diffusion de Stray Kids, 3Racha sort plusieurs singles individuels et sortent, le 20 décembre, soit le lendemain de la fin de Stray Kids, un extended play intitulé Horizon, une compilation de toutes leurs chansons déjà sorties.

### Pré-débuts et débuts de Stray Kids (depuis 2018)
En janvier 2018, 3Racha sort un single intitulé Start Line pour célébrer leur première année en tant que sous-groupe, marquant également la ligne de départ du groupe Stray Kids qui ferait ses débuts la même année. Le premier extended play de Stray Kids, intitulé Mixtape, sort avec des chansons composées durant l'émission de télé-réalité Stray Kids, avec 3Racha ayant des crédits d'écriture et de production. Le 25 mars, 3Racha a fait ses débuts avec Stray Kids avec la sortie de l'extended play, I Am Not, avec le titre principal District 9. Les trois membres de 3Racha ont d'ailleurs participé à la composition et à la production de l'extended play.
Stray Kids sort deux autres extended play en 2018, intitulés I Am Who et I Am You, dans lesquels Bang Chan, aux côtés de 3Racha, a notamment composé et produit la plupart des morceaux.
En 2019, Stray Kids sort deux extended plays, Clé 1 : Miroh et Clé : Levanter mais aussi un album spécial, Clé 2 : Yellow Wood.
Le groupe fait ses débuts au Japon le 18 mars 2020 avec la compilation SKZ2020.
Le 27 mai 2020, le groupe annonce leur premier album studio.

## Discographie

### Singles
- 2021 : Connected
- 2022 : I Hate to Admit (인정하기 싫어)
- 2024 : Eternity
- 2024 : Railway

### Collaborations
- 2020 : We Go : chanson avec Changbin et Han (3Racha)
- 2021 : Red Lights : chanson avec Hyunjin
- 2022 : Waiting For Us : chanson avec Lee Know, Seungmin et I.N
- 2022 : 3RACHA : chanson avec Changbin et Han (3Racha)
- 2022 : ZONE : chanson avec Changbin et Han (3Racha)
- 2022 : Streetlight : chanson avec Changbin
- 2022 : Maknae On Top : chanson avec Changbin et I.N.
- 2022 : Up All Night : chanson avec Changbin, Felix et Seungmin
- 2022 : Drive : chanson avec Lee Know
- 2025 : ESCAPE : chanson avec Hyunjin

### Contributions
Crédits adaptés de la Korea Music Copyright Association, depuis le 5 janvier 2019.
| Année | Titre                                                | Artiste    | Album                   | Paroles | Paroles                                                          | Musique | Musique                                                                             | Arrangement | Arrangement                                                    |
| Année | Titre                                                | Artiste    | Album                   | Crédit  | Autre(s) crédit(s)                                               | Crédit  | Autre(s) crédit(s)                                                                  | Crédit      | Autre(s) crédit(s)                                             |
| ----- | ---------------------------------------------------- | ---------- | ----------------------- | ------- | ---------------------------------------------------------------- | ------- | ----------------------------------------------------------------------------------- | ----------- | -------------------------------------------------------------- |
| 2017  | Intro                                                | 3Racha     | J:/2017/mixtape         | ✔️      | Changbin et Han                                                  | ✔️      | Aucun(s)                                                                            | ❌          | Burning Hair                                                   |
| 2017  | Tik Tok                                              | 3Racha     | J:/2017/mixtape         | ✔️      | Changbin et Han                                                  | ✔️      | Aucun(s)                                                                            | ❌          | Burning Hair                                                   |
| 2017  | Runner's High                                        | 3Racha     | J:/2017/mixtape         | ✔️      | Changbin et Han                                                  | ✔️      | Aucun(s)                                                                            | ❌          | Burning Hair                                                   |
| 2017  | Don Quixote                                          | 3Racha     | J:/2017/mixtape         | ✔️      | Changbin et Han                                                  | ✔️      | Aucun(s)                                                                            | ❌          | Burning Hair                                                   |
| 2017  | Eun Seok Lee (은석이)                                | 3Racha     | J:/2017/mixtape         | ✔️      | Changbin et Han                                                  | ✔️      | Aucun(s)                                                                            | ❌          | Burning Hair                                                   |
| 2017  | Wow                                                  | 3Racha     | J:/2017/mixtape         | ✔️      | Changbin et Han                                                  | ❌      | Changbin                                                                            | ❌          | Burning Hair                                                   |
| 2017  | Nxt 2 U                                              | 3Racha     | J:/2017/mixtape         | ✔️      | Changbin et Han                                                  | ✔️      | Aucun(s)                                                                            | ❌          | Burning Hair                                                   |
| 2017  | Shh (쉿)                                             | 3Racha     | 3Days                   | ✔️      | Changbin et Han                                                  | ✔️      | Aucun(s)                                                                            | ✔️          | Aucun(s)                                                       |
| 2017  | Three Small Dragons (작은 Dragon Three 마리)         | 3Racha     | 3Days                   | ✔️      | Changbin et Han                                                  | ✔️      | Aucun(s)                                                                            | ✔️          | Aucun(s)                                                       |
| 2017  | Peer Pressure                                        | 3Racha     | 3Days                   | ✔️      | Changbin et Han                                                  | ✔️      | Aucun(s)                                                                            | ✔️          | Aucun(s)                                                       |
| 2017  | Small Things                                         | 3Racha     | 3Days                   | ✔️      | Changbin et Han                                                  | ✔️      | Aucun(s)                                                                            | ✔️          | Aucun(s)                                                       |
| 2017  | +.-                                                  | 3Racha     | 3Days                   | ✔️      | Changbin et Han                                                  | ✔️      | Aucun(s)                                                                            | ✔️          | Aucun(s)                                                       |
| 2017  | Domestic Banana (국산 바나나)                        | 3Racha     | 3Days                   | ✔️      | Changbin et Han                                                  | ✔️      | Aucun(s)                                                                            | ✔️          | Aucun(s)                                                       |
| 2017  | It's Strong (힘이 돼)                                | 3Racha     | 3Days                   | ✔️      | Changbin et Han                                                  | ❌      | Han                                                                                 | ✔️          | Aucun(s)                                                       |
| 2017  | If (chanson de Changbin)                             | 3Racha     | 3Days                   | ❌      | Changbin                                                         | ✔️      | Changbin                                                                            | ✔️          | Aucun(s)                                                       |
| 2017  | I See (chanson de Han)                               | 3Racha     | 3Days                   | ❌      | Han                                                              | ✔️      | Han                                                                                 | ✔️          | Aucun(s)                                                       |
| 2017  | Hellevator                                           | Stray Kids | Mixtape                 | ✔️      | Armadillo, Changbin et Han                                       | ✔️      | Armadillo, Changbin, Han et Rangga                                                  | ✔️          | Armadillo et Rangga                                            |
| 2017  | Matryoshka                                           | 3Racha     | Horizon                 | ✔️      | Changbin et Han                                                  | ✔️      | Aucun(s)                                                                            | ✔️          | Aucun(s)                                                       |
| 2017  | Hoodie Season                                        | 3Racha     | Horizon                 | ✔️      | Changbin et Han                                                  | ✔️      | Aucun(s)                                                                            | ✔️          | Aucun(s)                                                       |
| 2017  | P.A.C.E.                                             | 3Racha     | Horizon                 | ✔️      | Changbin et Han                                                  | ✔️      | Aucun(s)                                                                            | ✔️          | Aucun(s)                                                       |
| 2017  | Broken Compass (고장난 나침반)                       | 3Racha     | Horizon                 | ✔️      | Changbin et Han                                                  | ✔️      | Aucun(s)                                                                            | ✔️          | Aucun(s)                                                       |
| 2017  | Placebo                                              | 3Racha     | Horizon                 | ✔️      | Changbin et Han                                                  | ✔️      | Aucun(s)                                                                            | ✔️          | Aucun(s)                                                       |
| 2017  | Scene Stealers                                       | 3Racha     | Horizon                 | ✔️      | Changbin et Han                                                  | ✔️      | Aucun(s)                                                                            | ✔️          | Aucun(s)                                                       |
| 2017  | Double Knot                                          | 3Racha     | Horizon                 | ✔️      | Changbin et Han                                                  | ✔️      | Aucun(s)                                                                            | ✔️          | Aucun(s)                                                       |
| 2017  | For You                                              | 3Racha     | Horizon                 | ✔️      | Changbin et Han                                                  | ✔️      | Aucun(s)                                                                            | ✔️          | Aucun(s)                                                       |
| 2018  | Beware (Grrr 총량의 법칙)                            | Stray Kids | Mixtape                 | ✔️      | Changbin et Han                                                  | ✔️      | 1Take, Armadillo, Changbin, Han et Trippy                                           | ❌          | Trippy                                                         |
| 2018  | Spread My Wings (어린 날개)                          | Stray Kids | Mixtape                 | ✔️      | Changbin et Han                                                  | ✔️      | Changbin, Han et Trippy                                                             | ❌          | Trippy                                                         |
| 2018  | Yayaya                                               | Stray Kids | Mixtape                 | ✔️      | Changbin, Earattack et Han                                       | ✔️      | Changbin, Earattack et Han                                                          | ❌          | Earattack                                                      |
| 2018  | Glow                                                 | Stray Kids | Mixtape                 | ❌      | Changbin, Felix et Lee Know                                      | ✔️      | This n That                                                                         | ✔️          | Garden et This n That                                          |
| 2018  | School Life                                          | Stray Kids | Mixtape                 | ✔️      | Changbin, Han, I.N, This n That et Woojin                        | ❌      | Brandon P. Lowry, Han, Matthew Engst, Sangmi Kim, Tobias Karlsson et Woojin         | ❌          | Brandon P. Lowry, Matthew Engst, Sangmi Kim et Tobias Karlsson |
| 2018  | 4419                                                 | Stray Kids | Mixtape                 | ✔️      | Changbin, Han, Hyunjin et Seungmin                               | ✔️      | Changbin, Han et Jinjjasanai                                                        | ❌          | Jinjjasanai                                                    |
| 2018  | Start Line                                           | 3Racha     | Non-album, single       | ✔️      | Changbin et Han                                                  | ✔️      | Aucun(s)                                                                            | ❌          | Aucun(s)                                                       |
| 2018  | Not!                                                 | Stray Kids | I Am Not                | ✔️      | Aucun(s)                                                         | ✔️      | Hong Ji-sang                                                                        | ❌          | Hong Ji-sang                                                   |
| 2018  | District 9                                           | Stray Kids | I Am Not                | ✔️      | Changbin et Han                                                  | ✔️      | Changbin, Han et Trippy                                                             | ✔️          | Trippy                                                         |
| 2018  | Miroh                                                | Stray Kids | I Am Not                | ✔️      | Changbin et Han                                                  | ✔️      | Changbin, Fredrik Ödesjö « Fredro », Han et Lee Woo-min « Collapsedone »            | ✔️          | Fredrik Ödesjö « Fredro » et Lee Woo-min « Collapsedone »      |
| 2018  | Awaken                                               | Stray Kids | I Am Not                | ✔️      | Changbin et Han                                                  | ✔️      | Changbin, Han et Kim Park-chella                                                    | ✔️          | Kim Park-chella                                                |
| 2018  | Rock (돌)                                            | Stray Kids | I Am Not                | ✔️      | Changbin et Han                                                  | ✔️      | Han, Changbin et Full8Loom                                                          | ❌          | Full8Loom                                                      |
| 2018  | Grow Up (잘 하고 있어)                               | Stray Kids | I Am Not                | ✔️      | Changbin et Han                                                  | ✔️      | Changbin, Han et Trippy                                                             | ✔️          | Trippy                                                         |
| 2018  | 3rd Eye                                              | Stray Kids | I Am Not                | ✔️      | Changbin et Han                                                  | ✔️      | Changbin, Han et This n That                                                        | ❌          | This n That                                                    |
| 2018  | Mixtape#1                                            | Stray Kids | I Am Not                | ✔️      | Changbin, Felix, Han, Hyunjin, I.N, Lee Know, Seungmin et Woojin | ✔️      | Changbin, Han et Woojin                                                             | ❌          | Lee Woo-min « Collapsedone »                                   |
| 2018  | SKZ Anthem                                           | Stray Kids | Non-album, single       | ✔️      | Changbin et Han                                                  | ❌      | Aucun(s)                                                                            | ❌          | Aucun(s)                                                       |
| 2018  | My Pace                                              | Stray Kids | I Am Who                | ✔️      | Changbin, Han et J.Y. Park « The Asian Soul »                    | ✔️      | Changbin, Earattack, Han et Larmòók                                                 | ❌          | Earattack, Gong-do et Larmòók                                  |
| 2018  | Voices                                               | Stray Kids | I Am Who                | ✔️      | Changbin et Han                                                  | ✔️      | Changbin, Han et Trippy                                                             | ✔️          | Changbin, Han et Trippy                                        |
| 2018  | Question                                             | Stray Kids | I Am Who                | ✔️      | Changbin et Han                                                  | ✔️      | Changbin, Han et HotSauce                                                           | ❌          | HotSauce                                                       |
| 2018  | Insomnia (불면증)                                    | Stray Kids | I Am Who                | ✔️      | Changbin et Han                                                  | ✔️      | Changbin, Han, Kz et Space One                                                      | ❌          | Space One                                                      |
| 2018  | M.I.A                                                | Stray Kids | I Am Who                | ✔️      | Changbin et Han                                                  | ✔️      | Changbin, Han et Kim Mung-i                                                         | ✔️          | Changbin, Han et Kim Mung-i                                    |
| 2018  | Awkward Silence (갑자기 분위기 싸해질 필요 없잖아요) | Stray Kids | I Am Who                | ✔️      | Changbin et Han                                                  | ✔️      | Changbin, Han et Time                                                               | ❌          | Time                                                           |
| 2018  | Mixtape#2                                            | Stray Kids | I Am Who                | ✔️      | Changbin, Felix, Han, Hyunjin, I.N, Lee Know, Seungmin et Woojin | ✔️      | Changbin, Felix, Han, Hyunjin, I.N, Lee Know, Seungmin et Woojin                    | ✔️          | Aucun(s)                                                       |
| 2018  | Zone                                                 | 3Racha     | Non-album, single       | ✔️      | Changbin et Han                                                  | ✔️      | Aucun(s)                                                                            | ❌          | Aucun(s)                                                       |
| 2018  | I Am You                                             | Stray Kids | I Am You                | ✔️      | Changbin et Han                                                  | ✔️      | Changbin, Han, Justin Reinstein, Kz, Lee Woo-min « Collapsedone » et Zene the Zilla | ❌          | Justin Reinstein et Lee Woo-min « Collapsedone »               |
| 2018  | My Side (편)                                         | Stray Kids | I Am You                | ✔️      | Changbin et Han                                                  | ✔️      | Changbin, Frants et Han                                                             | ❌          | Frants                                                         |
| 2018  | Hero's Soup                                          | Stray Kids | I Am You                | ✔️      | Changbin et Han                                                  | ✔️      | Changbin, Han et Lee Hae-sul                                                        | ❌          | Lee Hae-sul                                                    |
| 2018  | Get Cool                                             | Stray Kids | I Am You                | ✔️      | Changbin, Han et Inner Child de MonoTree                         | ✔️      | Changbin, Han, Inner Child de MonoTree, Song Ha-eun, Totem et Yong Jong-sung        | ❌          | Song Ha-eun et Yong Jong-sung                                  |
| 2018  | N/S (극과 극)                                        | Stray Kids | I Am You                | ✔️      | Changbin et Han                                                  | ✔️      | Changbin, Han et Slo                                                                | ❌          | Slo                                                            |
| 2018  | 0325                                                 | Stray Kids | I Am You                | ✔️      | Changbin et Han                                                  | ✔️      | Changbin, Han et Hong Ji-sang                                                       | ❌          | Hong Ji-sang                                                   |
| 2018  | Mixtape#3                                            | Stray Kids | I Am You                | ✔️      | Changbin, Felix, Han, Hyunjin, I.N, Lee Know, Seungmin et Woojin | ✔️      | Changbin, Felix, Han, Hyunjin, I.N, Lee Know, Seungmin et Woojin                    | ✔️          | Doplamingo                                                     |
| 2019  | Wo de shi dai (我的世代)                             | Show Luo   | No Idea                 | ❌      | C.T.O                                                            | ✔️      | Changbin, Han et This n That                                                        | ❌          | This n That                                                    |
| 2019  | Entrance                                             | Stray Kids | Clé 1: Miroh            | ❌      | Aucun(s)                                                         | ✔️      | Kairos et SamUil                                                                    | ✔️          | Kairos, K.O et SamUil                                          |
| 2019  | Miroh                                                | Stray Kids | Clé 1: Miroh            | ✔️      | Changbin et Han                                                  | ✔️      | Brian Atwood, Changbin et Han                                                       | ✔️          | Brian Atwood                                                   |
| 2019  | Victory Song (승전가)                                | Stray Kids | Clé 1: Miroh            | ✔️      | Changbin et Han                                                  | ✔️      | Changbin, Earattack, Han et Larmòók                                                 | ❌          | Earattack et Larmòók                                           |
| 2019  | Maze of Memories (잠깐의 고요)                       | Stray Kids | Clé 1: Miroh            | ✔️      | Changbin et Han                                                  | ✔️      | Changbin, Han et J:Key                                                              | ✔️          | J:Key                                                          |
| 2019  | Boxer                                                | Stray Kids | Clé 1: Miroh            | ✔️      | Changbin et Han                                                  | ✔️      | Changbin, Glory Face de Full8Loom, Han et Jake K de Full8Loom                       | ❌          | Glory Face de Full8Loom et Jake K de Full8Loom                 |
| 2019  | Chronosaurus                                         | Stray Kids | Clé 1: Miroh            | ✔️      | Changbin et Han                                                  | ✔️      | Kairos et SamUil                                                                    | ❌          | Kairos, K.O et SamUil                                          |
| 2019  | 19                                                   | Stray Kids | Clé 1: Miroh            | ❌      | Han                                                              | ✔️      | Han                                                                                 | ✔️          | Aucun(s)                                                       |
| 2019  | Mixtape#4                                            | Stray Kids | Clé 1: Miroh            | ✔️      | Changbin, Felix, Han, Hyunjin, I.N, Lee Know, Seungmin et Woojin | ✔️      | Changbin, Felix, Han, Hyunjin, I.N, Lee Know, Seungmin et Woojin                    | ✔️          | Be Reu Sa Choi                                                 |
| 2019  | Road Not Taken (밟힌 적 없는 길)                     | Stray Kids | Clé 2: Yellow Wood      | ✔️      | Changbin et Han                                                  | ✔️      | Andrew Underberg, Crash Cove et Matthew Tishler                                     | ❌          | Crash Cove et Matthew Tishler                                  |
| 2019  | Side Effects (부작용)                                | Stray Kids | Clé 2: Yellow Wood      | ✔️      | Changbin et Han                                                  | ✔️      | 1Take, Changbin, Han et Tak                                                         | ❌          | 1Take et Tak                                                   |
| 2019  | TMT (별생각)                                         | Stray Kids | Clé 2: Yellow Wood      | ✔️      | Changbin et Han                                                  | ✔️      | Changbin, Grvvity, Han et Time                                                      | ❌          | Grvvity et Time                                                |
| 2019  | Double Knot                                          | Stray Kids | Clé: Levanter           | ✔️      | Changbin et Han                                                  | ✔️      | Changbin, DallasK, Han et Nick Furlong                                              | ✔️          | DallasK                                                        |
| 2019  | Stop                                                 | Stray Kids | Clé: Levanter           | ✔️      | Changbin et Han                                                  | ✔️      | Andrew Underberg, Changbin, Crash Cove, Han et Matthew Tishler                      | ❌          | Crash Cove et Matthew Tishler                                  |
| 2019  | Levanter                                             | Stray Kids | Clé: Levanter           | ✔️      | Changbin, Han, Herz Analog et J.Y. Park « The Asian Soul »       | ✔️      | Changbin, Han et Hong Ji-sang                                                       | ❌          | Hong Ji-sang                                                   |
| 2019  | Booster                                              | Stray Kids | Clé: Levanter           | ✔️      | Changbin et Han                                                  | ❌      | Albin Nordqvist, Changbin, Christian Fast, Han et Henrik Nordenback                 | ❌          | Henrik Nordenback                                              |
| 2019  | Astronaut                                            | Stray Kids | Clé: Levanter           | ✔️      | Changbin et Han                                                  | ✔️      | Changbin, Han, Lorenzo Cosi et YK Koi                                               | ❌          | Lorenzo Cosi et YK Koi                                         |
| 2019  | You Can Stay                                         | Stray Kids | Clé: Levanter           | ✔️      | Changbin et Han                                                  | ✔️      | Changbin, Cook Classics et Han                                                      | ❌          | Cook Classics                                                  |
| 2019  | Mixtape #5                                           | Stray Kids | Clé: Levanter           | ✔️      | Changbin, Felix, Han, Hyunjin, I.N, Lee Know, Seungmin et Woojin | ✔️      | Changbin, Felix, Han, Hyunjin, I.N, Lee Know, Seungmin et Woojin                    | ❌          | Alom et Edmmer                                                 |
| 2019  | Mixtape: Gone Days                                   | Stray Kids | Go Live (Go生)          | ✔️      | Aucun(s)                                                         | ✔️      | Trippy                                                                              | ❌          | Giriboy et Minit                                               |
| 2020  | Carpe Diem                                           | 3Racha     | Non-album, single       | ❌      | Changbin et Han                                                  | ✔️      | Aucun(s)                                                                            | ❌          | Aucun(s)                                                       |
| 2020  | Double Knot (version anglaise)                       | Stray Kids | Step Out of Clé         | ✔️      | Changbin et Han                                                  | ✔️      | Changbin, DallasK, Han et Nick Furlong                                              | ✔️          | DallasK                                                        |
| 2020  | Levanter (version anglaise)                          | Stray Kids | Step Out of Clé         | ✔️      | Changbin, Han et Herz Analog                                     | ✔️      | Changbin, Han et Hong Ji-sang                                                       | ❌          | Hong Ji-sang                                                   |
| 2020  | My Pace (version japonaise)                          | Stray Kids | SKZ2020                 | ✔️      | Changbin, Han et J.Y. Park « The Asian Soul »                    | ✔️      | Changbin, Earattack, Han et Larmòók                                                 | ❌          | Earattack, Gong-do et Larmòók                                  |
| 2020  | Double Knot (version japonaise)                      | Stray Kids | SKZ2020                 | ✔️      | Changbin et Han                                                  | ✔️      | Changbin, DallasK, Han et Nick Furlong                                              | ✔️          | DallasK                                                        |
| 2020  | Levanter (風) (version japonaise)                    | Stray Kids | SKZ2020                 | ✔️      | Changbin, Han, Herz Analog et J.Y. Park « The Asian Soul »       | ✔️      | Changbin, Han et Hong Ji-sang                                                       | ❌          | Hong Ji-sang                                                   |
| 2020  | Top (version japonaise)                              | Stray Kids | Top (version japonaise) | ✔️      | Armadillo, Changbin et Han                                       | ✔️      | Armadillo, Changbin, Han, Kwon Young-chan et Rangga                                 | ❌          | Aucun(s)                                                       |
| 2020  | Slump (version japonaise)                            | Stray Kids | Top (version japonaise) | ❌      | Han                                                              | ✔️      | Han                                                                                 | ✔️          | Aucun(s)                                                       |
| 2020  | Top (신의 탑 OP) (OP de Tower of God)                | Stray Kids | Top et Go Live (Go生)   | ✔️      | Armadillo, Changbin et Han                                       | ✔️      | Armadillo, Changbin, Han, Kwon Young-chan et Rangga                                 | ❌          | Aucun(s)                                                       |
| 2020  | Slump (신의 탑 ED) (ED de Tower of God)              | Stray Kids | Top et Go Live (Go生)   | ❌      | Han                                                              | ✔️      | Han                                                                                 | ✔️          | Aucun(s)                                                       |
| 2020  | Top (version anglaise)                               | Stray Kids | Top (version anglaise)  | ✔️      | Armadillo, Changbin et Han                                       | ✔️      | Armadillo, Changbin, Han, Kwon Young-chan et Rangga                                 | ❌          | Aucun(s)                                                       |
| 2020  | Slump (version anglaise)                             | Stray Kids | Top (version anglaise)  | ❌      | Han                                                              | ✔️      | Han                                                                                 | ✔️          | Aucun(s)                                                       |
| 2020  | Go Live (Go生)                                       | Stray Kids | Go Live (Go生)          | ✔️      | Changbin et Han                                                  | ✔️      | Amanda Mndr Warner, Changbin, Han et Peter Wade Keusch                              | ❌          | Amanda Mndr Warner et Peter Wade Keusch                        |
| 2020  | God's Menu (神메뉴)                                  | Stray Kids | Go Live (Go生)          | ✔️      | Changbin et Han                                                  | ✔️      | Changbin, Han et Versachoi                                                          | ❌          | Versachoi                                                      |
| 2020  | Easy                                                 | Stray Kids | Go Live (Go生)          | ✔️      | Changbin et Han                                                  | ✔️      | Changbin, Han, Mike Daley, Mike J, Mitchell Owens et Henry Oyekanmi                 | ❌          | Mike Daley et Mitchell Owens                                   |
| 2020  | Pacemaker                                            | Stray Kids | Go Live (Go生)          | ✔️      | Changbin, Full8Loom et Han                                       | ✔️      | Changbin, Full8Loom, Han et Jake K d'ArtIffect                                      | ❌          | Full8Loom et Jake K d'ArtIffect                                |
| 2020  | Airplane (비행기)                                    | Stray Kids | Go Live (Go生)          | ✔️      | Changbin, MosPick, $un et Young Chance                           | ✔️      | Changbin, MosPick, $un et Young Chance                                              | ❌          | MosPick et $un                                                 |
| 2020  | Another Day (일상)                                   | Stray Kids | Go Live (Go生)          | ❌      | Han                                                              | ✔️      | Han                                                                                 | ✔️          | Aucun(s)                                                       |
| 2020  | Phobia                                               | Stray Kids | Go Live (Go生)          | ✔️      | Changbin, Han et Versachoi                                       | ❌      | Albin Nordqvist et Versachoi                                                        | ❌          | Versachoi                                                      |
| 2020  | Blueprint (청사진)                                   | Stray Kids | Go Live (Go生)          | ✔️      | Changbin, Earattack, Han et Isran                                | ❌      | Earattack et Eniac                                                                  | ❌          | Earattack et Eniac                                             |
| 2020  | Ta (타)                                              | Stray Kids | Go Live (Go生)          | ✔️      | Changbin et Han                                                  | ✔️      | Changbin, Han et Lee Hae-sol                                                        | ❌          | Lee Hae-sol                                                    |
| 2020  | Haven                                                | Stray Kids | Go Live (Go生)          | ✔️      | Aucun(s)                                                         | ✔️      | Versachoi                                                                           | ✔️          | Versachoi                                                      |

### Clips vidéo

#### Apparitions
| Année | Titre                                            | Durée | Réalisateur(rice)(s)                                     |
| ----- | ------------------------------------------------ | ----- | -------------------------------------------------------- |
| 2015  | Only You (다른 남자 말고 너) (chanson de Miss A) | 3:21  | Naive Creative Production                                |
| 2015  | Like Ooh-ahh (Ooh-ahh하게) (chanson de Twice)    | 4:32  | Kim Yeong-jo et Yu Seung-wu de Naive Creative Production |

### Performances

#### Reprises
| Année | Titre                              | Durée | Réalisateur(rice)(s) |
| ----- | ---------------------------------- | ----- | -------------------- |
| 2020  | My House (우리집) (chanson de 2PM) | 1:30  | Inconnu(e)(s)        |

#### Apparitions
| Année | Titre                                         | Durée | Réalisateur(rice)(s)                                     |
| ----- | --------------------------------------------- | ----- | -------------------------------------------------------- |
| 2015  | Like Ooh-ahh (Ooh-ahh하게) (chanson de Twice) | 3:35  | Kim Yeong-jo et Yu Seung-wu de Naive Creative Production |

### Web-séries
- 2019-2023 : Chan's "Room" (찬이의 "방")